# Klaus Fuchs

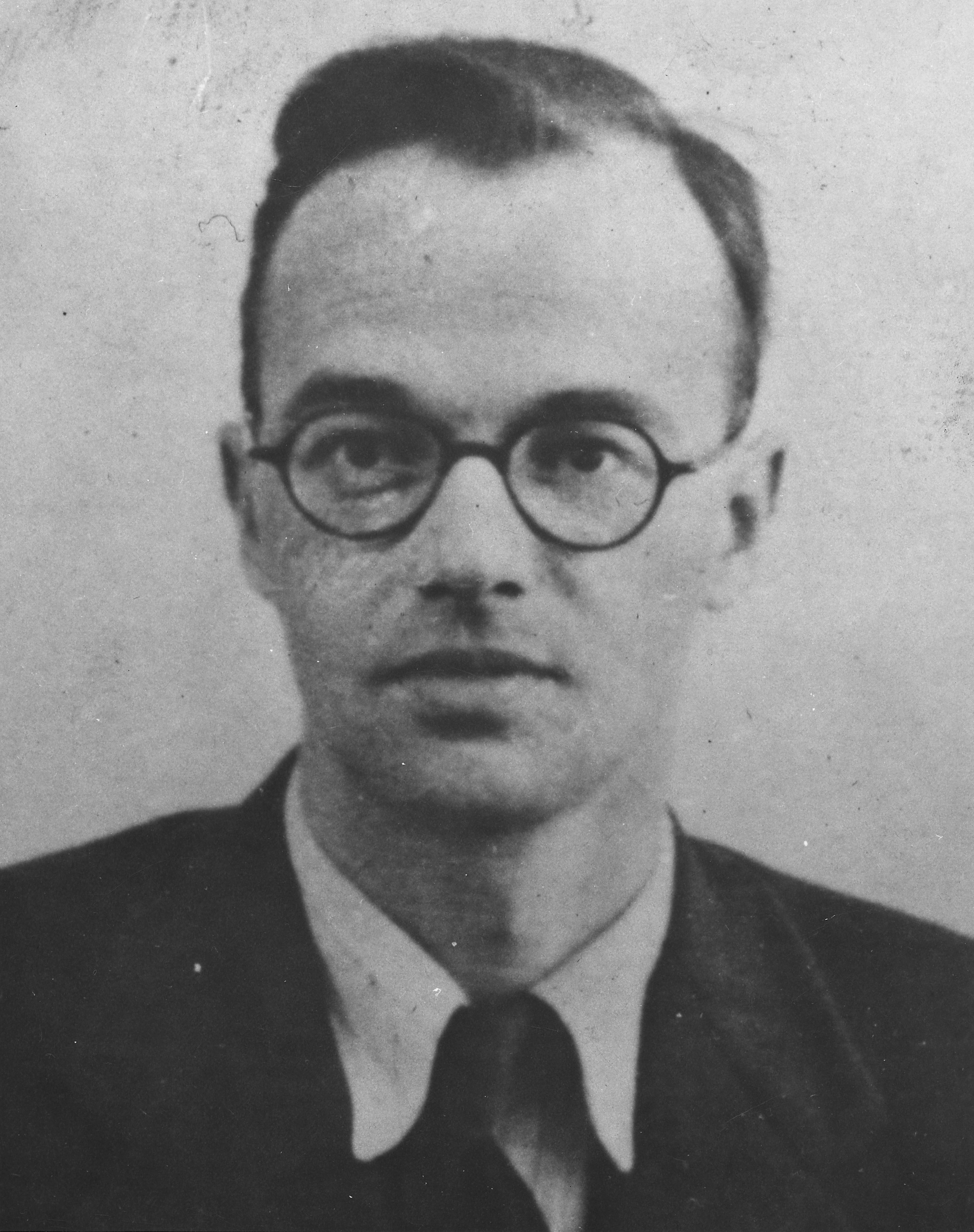
Klaus Fuchs, 1951

Klaus Emil Julius Fuchs (* 29. Dezember 1911 in Rüsselsheim am Main; † 28. Januar 1988 in Ost-Berlin) war ein deutsch-britischer Kernphysiker und sowjetischer Spion.
Nach seiner Flucht aus Deutschland und dem Studienabschluss der Physik in Großbritannien war er später maßgeblich im amerikanischen Manhattan-Projekt beschäftigt. Parallel zu seiner Forschungstätigkeit half er als Spion der Sowjetunion bei der Entwicklung einer eigenen Atombombe. 1950 wurde Fuchs in Großbritannien wegen Spionage angeklagt und zu 14 Jahren Gefängnis verurteilt. Nach seiner 1959 erfolgten Begnadigung übersiedelte er in die DDR, wo er als Mitglied des Zentralkomitees der SED Einfluss auf die Forschungspolitik ausübte.

## Leben

### Frühe Jahre und Studium
Klaus Fuchs wurde als drittes von vier Kindern des sozialdemokratischen, lutherischen Theologen Emil Fuchs und dessen Ehefrau Else (1875–1931) geboren. Er war ein Patenkind von Harald Poelchau, dem späteren Gefängnispfarrer und Mitglied in der Widerstandsgruppe Kreisauer Kreis. Sein Vater war Vormund seines Neffen Klaus Fuchs-Kittowski. Fuchs engagierte sich trotz Anfeindungen und Übergriffen seiner Klassenkameraden am humanistischen Gymnasium in Eisenach schon früh für Demokratie und Republik und war Mitglied der SPD und des Reichsbanners Schwarz-Rot-Gold. Nach dem Abitur studierte er Mathematik und Physik von 1930 bis 1931 in Leipzig, ab dem Wintersemester 1931 an der Christian-Albrechts-Universität in Kiel und von März bis August 1933 in Berlin an der Friedrich-Wilhelms-Universität, der heutigen Humboldt-Universität. Er war Mitglied der SPD und wechselte im Sommer 1932 zur KPD. Auf Grund seiner Gesinnung wurde er nach der Machtergreifung Anfang 1933 von nationalsozialistisch gesinnten Kräften in Kiel verfolgt. Er flüchtete nach Berlin und lebte dort illegal. Nach dem Reichstagsbrand (27./28. Februar 1933) entging Fuchs seiner Verhaftung nur durch eine in aller Frühe angetretene Zugfahrt zu einer Veranstaltung in Berlin. Obwohl er in Deutschland steckbrieflich gesucht wurde, gelang es ihm, noch fünf Monate in Berlin zu studieren. Im August 1933 flüchtete er nach Paris. Hier lernte er seine spätere Ehefrau Margarete Keilson kennen.
Sein in Großbritannien arbeitender Cousin verfügte über Verbindungen, die es Fuchs ermöglichten, in Edinburgh und Bristol sein Studium der Physik fortzusetzen und bei dessen Bekannten zu wohnen. Er verfasste seine Diplomarbeit 1936 bei dem späteren Nobelpreisträger Nevill F. Mott in Bristol über das Themengebiet Kohäsionskräfte in metallischem Kupfer. Damals befasste er sich vor allem mit theoretischer Festkörperphysik. Mit Mott, der ihn als Flüchtling aus Deutschland intensiv unterstützte, arbeitete er vier Jahre in Großbritannien zusammen. Dieser beurteilte ihn später als extrem talentierten theoretischen Physiker, mit wundervollen Arbeiten, die auch lange später noch zitiert wurden, und für den er eine große Karriere vorhersah (for a man of his calibre I foresaw a great career in physics). Insbesondere galt dies für eine später viel zitierte Arbeit von Fuchs von 1938, die Grundlage der Fuchs-Sondheimer-Theorie der Elektronenleitung in dünnen Metallschichten war.

### Kernphysiker in Großbritannien und den USA

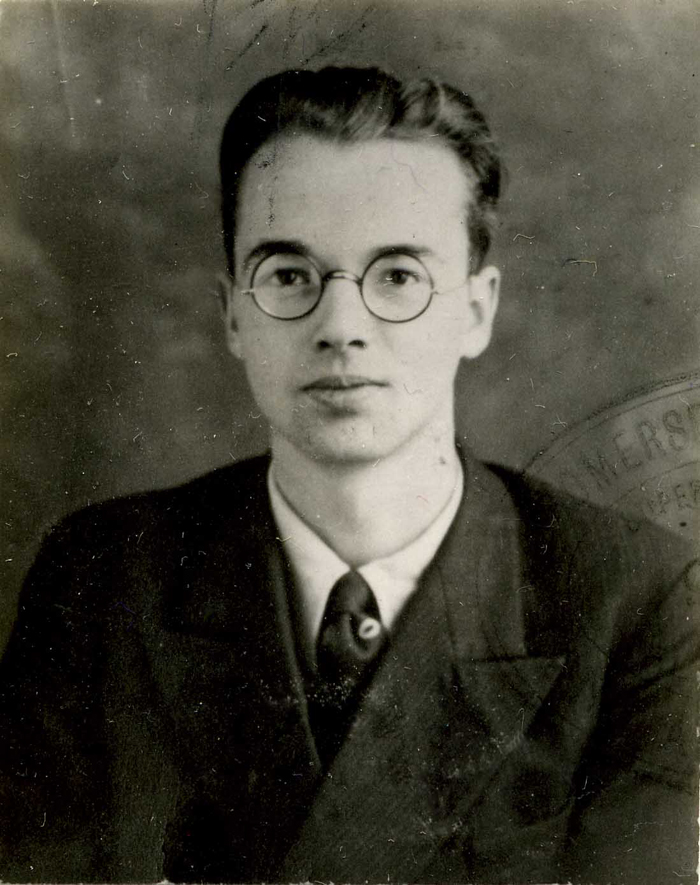
Klaus Fuchs, um 1940

Den Weg zur Kernphysik fand er in den Jahren von 1937 bis 1941, nachdem er als Stipendiat beim Physiker und späteren Nobelpreisträger Max Born in Edinburgh eine gut dotierte Stelle angeboten bekommen hatte, wo er 1938 promovierte. Zwischenzeitlich wurde er im Dezember 1940 von den Briten als „Feindlicher Ausländer“ in einem kanadischen Gefangenenlager interniert. Seine kernphysikalischen Arbeiten setzte er von Mai 1941 bis 1943 im Rahmen des militärischen britischen Atomprogramms Tube Alloys an der Universität Birmingham bei Rudolph Peierls fort. Die Gefahr einer solchen wissenschaftlichen Entwicklung erkannte er bei Ausbruch des Zweiten Weltkrieges und bemühte sich, sein Wissen der Sowjetunion – nach dem Überfall durch Deutschland – zur Verfügung zu stellen; zumal sich Großbritannien zum Zeitpunkt des Angriffs auf die Sowjetunion zu einer 20-jährigen uneingeschränkten Hilfeleistung gegen den Aggressor verpflichtet hatte. Dabei erhielt er 1942 Kontakt zu Jürgen Kuczynski und dessen Schwester Ruth Werner, Agentin des sowjetischen Militärnachrichtendienstes GRU. Dieser Kontakt endete mit seinem Wechsel in die USA. Von diesem Zeitpunkt an übergab er seine Informationen an Harry Gold bis zu seiner Rückkehr nach Großbritannien 1946.
Nachdem er im August 1942 britischer Staatsangehöriger geworden war, übersiedelte er 1943 mit einem englischen Forscherteam für Arbeiten zur Uran-Isotopentrennung und Fragen der Implosionstechnik nach New York und schließlich Los Alamos. Er war maßgeblich an der Entwicklung der Plutoniumbombe Fat Man beteiligt. Am Trinity-Test, der ersten erfolgreichen Explosion einer Kernwaffe am 16. Juli 1945 im US-Bundesstaat New Mexico, nahm er teil. Nach dem Abschluss seiner Tätigkeit kehrte Fuchs 1946 nach Großbritannien zurück und übernahm die Leitung des Bereichs Theorie im Kernforschungszentrum in Harwell. Dort befasste er sich mit der Entwicklung von Leistungsreaktoren, unter anderem Schnellen Brütern. Seine Leistungen wurden 1950 durch den Vorschlag gewürdigt, ihn als Mitglied der ehrwürdigen Wissenschaftsakademie Royal Society aufzunehmen. Dazu kam es jedoch nicht mehr, denn Ende 1949 wurde er auf Grund von Aussagen durch Harry Gold beim FBI als Spion enttarnt und im Februar 1950 verhaftet. Der Prozess wegen Spionage für die Sowjetunion begann im März 1950, in dessen Folge er zu 14 Jahren Freiheitsstrafe verurteilt wurde und seine britische Staatsangehörigkeit verlor. Seine Spionagetätigkeit stellte er als ein Handeln aus Solidarität zur UdSSR dar, die er im Kampf gegen das Dritte Reich unterstützen wollte. Fuchs vertrat die Meinung, durch sein Handeln einen Atomwaffeneinsatz im Kalten Krieg verhindert zu haben, da durch ihn beide Seiten im Besitz von Atomwaffen seien.
Nachdem man über 40 Jahre lang nach dem Zweiten Weltkrieg davon ausgegangen war, dass Klaus Fuchs der einzige Physiker aus dem Manhattan-Projekt in Los Alamos war, der Informationen über den Bau der Atombombe an die Sowjetunion weitergegeben hatte, bestätigte die Freigabe und Veröffentlichung der Ergebnisse des VENONA-Projektes durch den Militärgeheimdienst der USA den zweiten – bereits vermuteten – Spion Theodore Alvin Hall. Sein sowjetischer Deckname war MLAD. Hall hatte 1944 wichtiges Material über die Implosions-Methode und andere Aspekte der Konstruktion einer Atombombe an die Sowjetunion übergeben. Er wurde bereits 1950 verdächtigt, bestritt aber zu jener Zeit alle Anschuldigungen und wurde nie verurteilt.
Bereits vor der Verhaftung von Fuchs hatte das FBI durch Einlassungen von Harry Gold die Spur zu David Greenglass und dem Ehepaar Julius und Ethel Rosenberg, geb. Greenglass, gefunden. Die einzige Verbindung beider Sachverhalte war durch Gold zustande gekommen. Sein Führungsoffizier John, auch bekannt als „Jakowlew“– Anatoli Jazkow – war den gesamten Zweiten Weltkrieg über der Resident des NKWD in New York. Man war ihm dort nie auf die Spur gekommen.
Klaus Fuchs schlug 1946 mit John von Neumann den Entwurf einer Wasserstoffbombe vor, die 1951 in der US-amerikanischen Operation Greenhouse getestet wurde, sich aber als Fehlschlag erwies. Der Vorschlag nutzte die Röntgenstrahlung einer Atombombe, aber anders als im späteren Teller-Ulam-Design: sie diente der Ionisierung einer Kugelschale aus Berylliumoxid, die ein Deuterium-Tritium-Gemisch umschloss, das dabei komprimiert wurde.
Erst am 2. Oktober 1952 zündete Großbritannien bei den Montebello-Inseln nahe Australien eine erste Atombombe (Operation Hurricane).

### Kernphysiker in der DDR

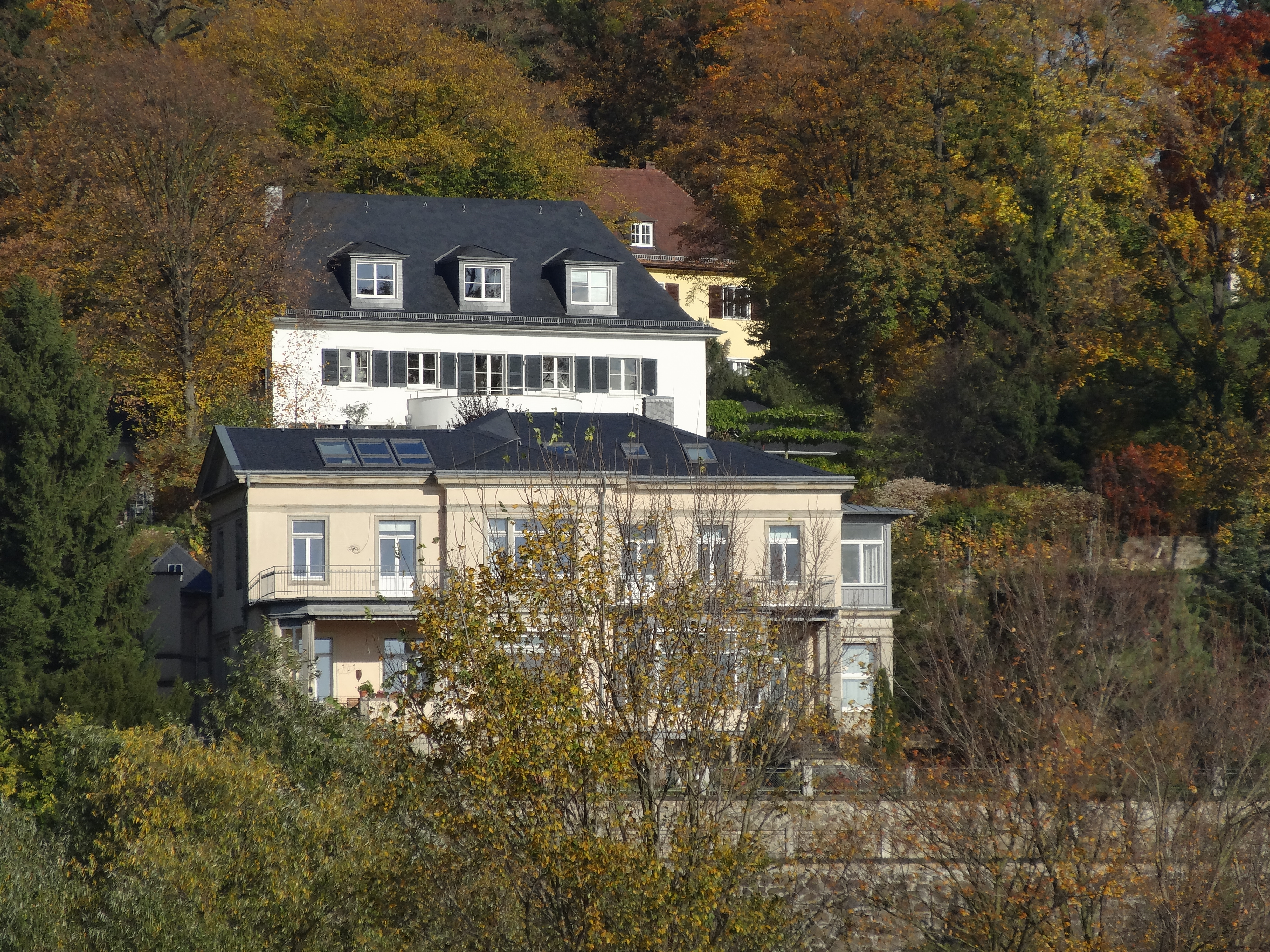
Ehem. Wohnsitz in Dresden-Loschwitz, Schillerstr. 4i (mittleres Haus)

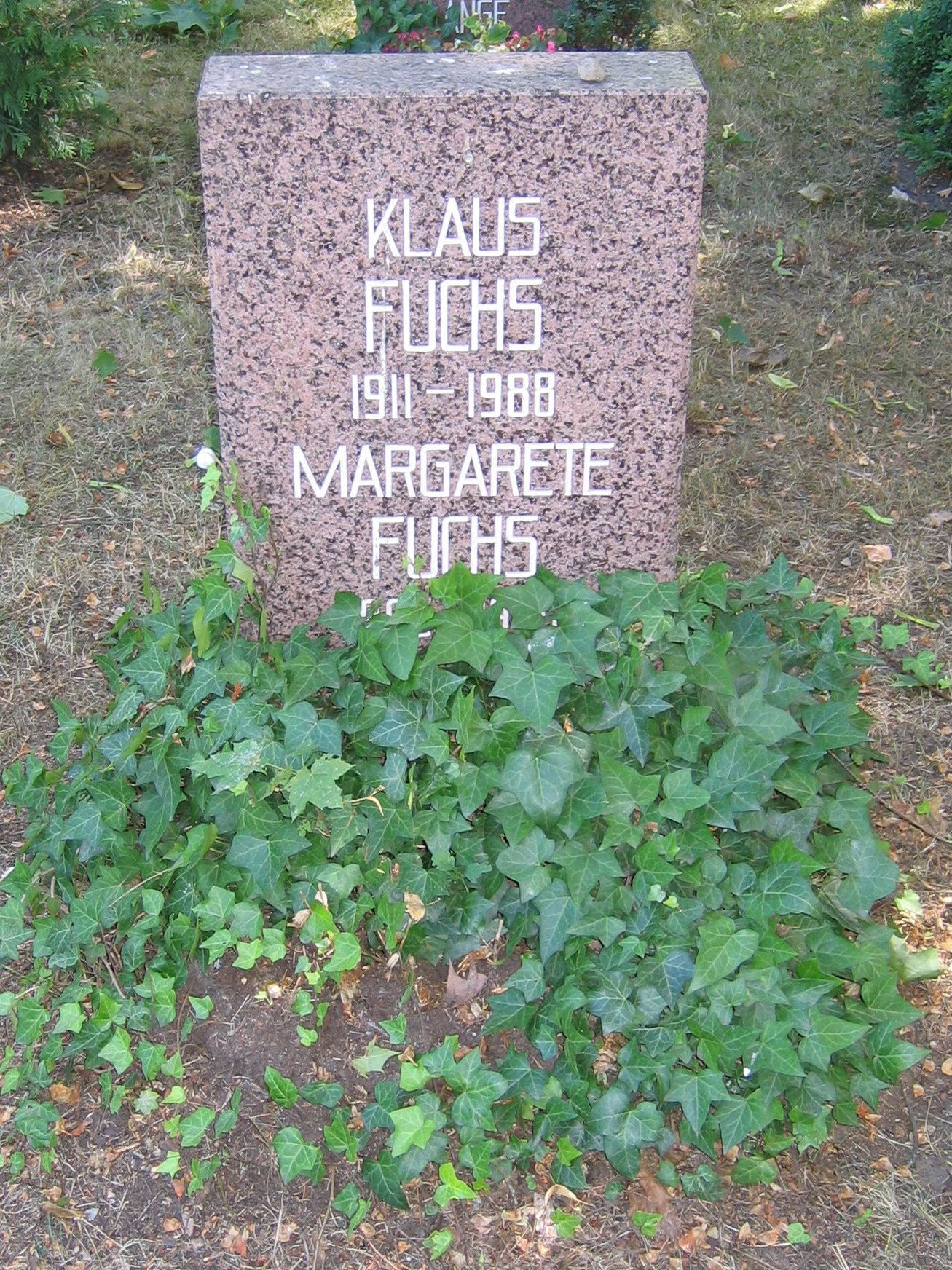
Grabstätte von Klaus Fuchs

Im Jahr 1959 wurde Fuchs begnadigt und reiste, begleitet von erheblichem Medienrummel, in die DDR zu seinem Vater nach Leipzig. Hier heiratete er noch im selben Jahr die verwitwete ehemalige Abteilungsleiterin für Kaderfragen im ZK der SED Margarete Keilson.
Sein Wohnsitz war in Dresden-Loschwitz, Schillerstr. 4i.
Bis 1974 war er stellvertretender Direktor des nationalen Forschungszentrums Zentralinstitut für Kernforschung (ZfK) in Rossendorf und leitete den Bereich Theoretische Physik. 1963 wurde er zusätzlich an die TU Dresden berufen.
Er war Mitglied im Wissenschaftlichen Rat für die friedliche Anwendung der Atomenergie. Seit 1967 war er Mitglied des ZK der SED, seit 1972 auch Mitglied des Präsidiums der Akademie der Wissenschaften der DDR, die ihm 1974 bis 1978 die Leitung des Forschungsbereiches Physik, Kern- und Werkstoffwissenschaften übertrug. Ab 1984 war er Leiter der Wissenschaftlichen Räte für energetische Grundlagenforschung und für Grundlagen der Mikroelektronik und er gehörte zu den angesehensten Wissenschaftlern der DDR. Er erhielt den Karl-Marx-Orden, 1971 den Vaterländischen Verdienstorden, 1981 die Ehrenspange zum Vaterländischen Verdienstorden in Gold und 1975 den Nationalpreis. 1983 wurde er Mitglied des Komitees für wissenschaftliche Fragen der Sicherung des Friedens und der Abrüstung sowie Ehrenmitglied des Forschungsrats der DDR. Er starb 1988 im Alter von 76 Jahren in Ost-Berlin. Seine Urne wurde in der Grabanlage „Pergolenweg“ des Zentralfriedhofs Friedrichsfelde in Berlin-Lichtenberg beigesetzt.
In Carl Zuckmayers (fiktionalem) Theaterstück Das kalte Licht (S. Fischer Verlag, Berlin u. a. 1955) weist der Hauptakteur Kristof Wolters deutliche Parallelen zur Person des Klaus Fuchs auf; das Drama ist durch dessen Werdegang inspiriert.

## Ausgewählte Veröffentlichungen

### Physikalische Arbeiten
- Klaus Fuchs (1936): A Quantum Mechanical Investigation of the Cohesive Forces of Copper, the Elastic Constants and the Specific Heat of Monovalent Metals., Ph.D. an der University of Bristol. Von dieser Arbeit war Max Born sehr beeindruckt.[6]
- Max Born, Klaus Fuchs (Communicated by E. T. Whittaker) (1938): The statistical mechanics of condensing systems. Proceedings of the Royal Society A, Mathematical, Physical and Engineering Sciences, Volume 166, Issue 926, pp. 391–414, Print ISSN 0080-4630 Abstract.
- Klaus Fuchs (1938): The conductivity of thin metallic films according to the electron theory of metals, Mathematical Proceedings of the Cambridge Philosophical Society, Volume 34, Issue 1, pp. 100–108 Extract and references. Diese Arbeit ist mit 1693 Zitationen (Stand November 2020) die am meisten zitierte Arbeit von Klaus Fuchs. Auf dieser Arbeit und der Arbeit E. H. Sondheimer (1950): The Influence of a Transverse Magnetic Field on the Conductivity of Thin Metallic Films, Physical Review, p. 401 Abstract basiert das sog. Fuchs-Sondheimer-Modell der mittleren freien Weglänge von Elektronen in Metallen.
- Klaus Fuchs (1939): On some problems of condensation, quantum dynamics and the stability of nuclei. A thesis in support of an application for the degree of Doctor of Science in the University of Edinburgh. Edinburgh Research Archive.
- Max Born, Klaus Fuchs (1939): On fluctuations in electromagnetic radiation. Proceedings of the Royal Society A, Mathematical, Physical and Engineering Sciences, Volume 170, Issue 941, pp. 252–265, Print ISSN 0080-4630 Abstract.
- Max Born, Klaus Fuchs (1939): On fluctuations in electromagnetic radiation (A correction). Proceedings of the Royal Society A, Mathematical, Physical and Engineering Sciences, Volume 172, Issue 951, pp. 465–466, Print ISSN 0080-4630 Abstract. Die Arbeit kann als PDF heruntergeladen werden.
- Max Born, Klaus Fuchs (1940): VIII.—Reciprocity. Part II: Scalar Wave Functions. Proceedings of the Royal Society of Edinburgh, Volume 60, Issue 1, pp. 100–116, Extract and references.
- Max Born, Klaus Fuchs (1940): XI.—Reciprocity. Part III: Reciprocal Wave Functions. Proceedings of the Royal Society of Edinburgh, Volume 60, Issue 2, pp. 141–146, Extract and references.
- Klaus Fuchs (1940): XII.—Reciprocity. Part IV: Spinor Wave Functions. Proceedings of the Royal Society of Edinburgh, Volume 60, Issue 2, pp. 147–163, Extract and references.
- Max Born, Klaus Fuchs (1940): The mass centre in relativity. Nature, Volume 145, page 587, Abstract and references
- Klaus Fuchs (1941): The vapour-pressure curve. Proceedings of the Royal Society A, Mathematical, Physical and Engineering Sciences, Volume 179, Issue 977 pp. 194–201, Print ISSN 0080-4630 Abstract.
- Klaus Fuchs (1941): III.—Reciprocity. Part V: Reciprocal Spinor Functions. Proceedings of the Royal Society of Edinburgh, Volume 61, Issue 1, pp. 26–36, Summary and references
- Klaus Fuchs (1942): The statistical mechanics of many component gases. Proceedings of the Royal Society A, Mathematical, Physical and Engineering Sciences, Volume 179, Issue 979, pp. 408–432, Print ISSN 0080-4630 Abstract.
- Klaus Fuchs (1942): Statistical mechanics of binary systems. Proceedings of the Royal Society A, Mathematical, Physical and Engineering Sciences, Volume 179, Issue 978, pp. 340–361, Print ISSN 0080-4630 Abstract.
- Klaus Fuchs (1942): Pressure dependence of the equilibrium constant of Ammonia. Proceedings of the Royal Society A, Mathematical, Physical and Engineering Sciences, Volume 179, Issue 979, pp. 433–438, Print ISSN 0080-4630 Abstract.
- Klaus Fuchs (1943): On the statistics of binary systems. Proceedings of the Royal Society A, Mathematical, Physical and Engineering Sciences, Volume 181, Issue 987, pp. 411–415, Print ISSN 0080-4630 Abstract.
- 1946 meldeten Klaus Fuchs und John von Neumann ein Patent eines Auslösers für die Zündung der Bombe an.
- Klaus Fuchs (1961): Über ein Bi-Orthogonalsystem der Symmetriecharaktere, Annalen der Physik, 1961, 464. Jg., Nr. 1–2, S. 14–29.
- Klaus Fuchs (1961): Über einige Probleme in der Theorie der Symmetriecharaktere (Ergänzung), Zeitschrift für Physik, 1963, 173. Jg., Nr. 3, S. 359–360.
- Klaus Fuchs, Karlheinz Müller (1963): Zur Antisymmetrisierung der Wellenfunktionen von Nukleonensystemen (II), Nuclear Physics, Volume 47, p. 584–606. Abstract.

Eine scientometrische Bewertung der Arbeiten von Klaus Fuchs in dessen britischer Zeit ist in einer Arbeit von Manfred Bonitz zu finden.

### Weitere Arbeiten
- Klaus Fuchs (1965): Moderne Physik und marxistisch-leninistische Philosophie. Deutsche Zeitschrift für Philosophie, Band 13, Heft s1, S. 59 Artikelanfang.
- Klaus Fuchs (1972): Über die Kategorie der Möglichkeit und die Entwicklungsstufen der Materie. Deutsche Zeitschrift für Philosophie; Berlin Bd. 20, Ausg. 4, S. 410. Artikelanfang
- Klaus Fuchs (1975): Zur Bedeutung der theoretischen Physik für die Naturwissenschaften, Sitzungsberichte der Akademie der Wissenschaften der DDR, Mathematik, Naturwissenschaften, Technik, Jahrg. 1975, Nr. 5/N, Berlin: Akademie-Verlag.
- Fuchs, Klaus (1977): Theorie-Wahrheit-Wirklichkeit, in: 75 Jahre Quantentheorie, Festband zum 75. Jahrestag der Entdeckung der Planckschen Energiequanten, Abhandlungen der Akademie der Wissenschaften der DDR, Abteilung Mathematik-Naturwissenschaften-Technik, Jg. 1977 Nr. 7 N, Berlin: Akademie-Verlag, S. 33–44.
- Klaus Fuchs (1983): Wissenschaft und Produktion in der sozialistischen Revolution, Ausgabe 2 von: Sitzungsberichte der Akademie der Wissenschaften der DDR, Gesellschaftswissenschaften,  Akademie-Verlag, ISSN 0138-4015, 21 S. (Karl-Marx-Vorlesung der Akademie der Wissenschaften der DDR)
- Klaus Fuchs (1985): 40 Jahre Hiroshima. Standpunkt, Band 13, Heft 7, Seiten 173–174
- Klaus Fuchs (1985): Dialektischer Materialismus in der Quantentheorie. Annalen der Physik, Vol. 497, Issue 4, Seiten 409–416 Zusammenfassung.
- Klaus Fuchs (1986): Gedenkkolloquium des Zentralinstituts für Kernforschung der Akademie der Wissenschaften der DDR anlässlich des 100. Geburtstages von Niels Bohr am 7. September 1985,  Zentralinstitut für Kernforschung, Rossendorf bei Dresden; Report 580, 12 S. (Bestandsnachweis).

## Filme
- Klaus Fuchs – Geschichte eines Atomverrats, zweiteiliger deutscher Fernsehfilm (1965)
- Klaus Fuchs – Atomspion, Dokumentarfilm (1989)
- Väter der tausend Sonnen, Dokumentarfilm (1990)
- Der Atomspion. Dokumentarfilm in der Reihe Verräter im geheimen Krieg, eine Dokumentation in 6 Teilen von Guido Knopp u. a., (1994), ZDF.[9] Zu der Reihe wurde auch ein Buch herausgegeben.[10]
- Nuclear Secrets, eine BBC-Fernsehserie aus dem Jahr 2007, die sich mit dem Wettlauf um die nukleare Vormachtstellung vom Manhattan-Projekt bis zum pakistanischen Atomwaffenprogramm befasst. Die Folge Episode two: Superspy ist speziell Klaus Fuchs gewidmet. Der Dokumentarfilm zeigt mit nachgestellten Spielszenen, wie es zu dieser Entwicklung kam und wie es Klaus Fuchs gelang, jahrelang unentdeckt die geheimsten Unterlagen auszuspähen und seine Umgebung zu  täuschen. Marco Hofschneider spielt Klaus Fuchs. Länge 59 Minuten. (YouTube)
- Der Meisterspion: Klaus Fuchs und die Atombombe, Dokudrama (2011), arte, Länge 43 Minuten.[11] Der Film ist eine leicht gekürzte Version des Films Nuclear Secrets. Episode two: Superspy. YouTube (in französischer Sprache)
- In dem Film Oppenheimer von Christopher Nolan wird die Rolle des Klaus Fuchs von Christopher Denham gespielt.

## Podcasts
- Der BBC-Podcast von 2022 The Bomb beschäftigt sich in 10 Episoden mit dem „Mann, der die Bombe stahl“.[12]